# Georges Garde
Pour les articles homonymes, voir Garde.
Georges Garde, né le 30 juillet 1903 à Tarare (Rhône) et mort le 8 juillet 1986 à Fréjus (Var), est un officier général et aviateur français qui s'est distingué au cours de la Seconde Guerre mondiale.
Il rentre dans le cercle des as français de la Seconde Guerre mondiale avec ces 5 victoires aériennes homologuées (dont 3 en collaborations) et 1 probables en collaboration.

## Distinctions et honneurs

### Décorations françaises
- Chevalier de la Légion d'honneur, en janvier 1934

- Croix de guerre 1939-1940, 4 palmes de bronze (4 citations)[3]

« Chef d'escadrille hors de pair; qui ne cesse de donner dans les missions de chasse les preuves de sa valeur et de son courage. Le 14 mai, à la tête de six avions, a audacieusement attaqué une formation ennemie de 18 avions. Au cours d'un combat, a incendié un avion adverse et est rentré sans avoir subi de pertes. Le même jour, en dégageant un de nos appareils, a été contraint d'atterrir, légèrement blessé, sous le feu continu de plusieurs avions ennemis. »

— Citation à l'ordre de l'armée aérienne parue au JORF du 21 juin 1940, comportant l'attribution de la Croix de guerre avec palme.

« Chef d'escadrille d'une haute valeur professionnelle et morale, brillant pilote et admirable entraîneur d'hommes. A descendu, le 17 mai, avec ses patrouilleurs, un Hen- schel-126 dans nos lignes (2e victoire). »

— Citation à l'ordre de l'armée aérienne parue au JORF du 21 juin 1940, comportant l'attribution de la Croix de guerre avec palme.

« Pilote de grande valeur, le 20 mai 1940, a attaqué avec sa patrouille un avion de bombardement ennemi, l'a poursuivi dans les nuages et a réussi à l'abattre (3e victoire). »

— Citation à l'ordre de l'armée aérienne parue au JORF du 21 juin 1940, comportant l'attribution de la Croix de guerre avec palme.

« Chef d'escadrille exceptionnel de cran et d'endurance, n'a cessé un seul jour depuis le début de la balle d'entraîner son unité au combat; le 2 juin, décollant à vue sur une formation ennemie, remporta avec sa patrouille sa cinquième victoire. »

— Inscription au tableau spécial de la Légion d'Honneur parue au JORF du 19 août 1940, promotion portant attribution de la Croix de guerre avec palme.

### Victoires aériennes
| Victoire aériennes de Georges Garde pendant la Campagne de France | Victoire aériennes de Georges Garde pendant la Campagne de France | Victoire aériennes de Georges Garde pendant la Campagne de France | Victoire aériennes de Georges Garde pendant la Campagne de France | Victoire aériennes de Georges Garde pendant la Campagne de France | Victoire aériennes de Georges Garde pendant la Campagne de France | Victoire aériennes de Georges Garde pendant la Campagne de France | Victoire aériennes de Georges Garde pendant la Campagne de France | Victoire aériennes de Georges Garde pendant la Campagne de France | Victoire aériennes de Georges Garde pendant la Campagne de France | Victoire aériennes de Georges Garde pendant la Campagne de France           |
| N°                                                                | Homologation                                                      | Circonstances                                                     | Circonstances                                                     | Circonstances                                                     | Adversaire                                                        | Adversaire                                                        | Adversaire                                                        | Allié                                                             | Allié                                                             | Allié                                                                       |
| N°                                                                | Homologation                                                      | Date                                                              | Heure                                                             | Lieu                                                              | Pays                                                              | Appareil                                                          | Unité                                                             | Appareil                                                          | Unité                                                             | Personnel                                                                   |
| ----------------------------------------------------------------- | ----------------------------------------------------------------- | ----------------------------------------------------------------- | ----------------------------------------------------------------- | ----------------------------------------------------------------- | ----------------------------------------------------------------- | ----------------------------------------------------------------- | ----------------------------------------------------------------- | ----------------------------------------------------------------- | ----------------------------------------------------------------- | --------------------------------------------------------------------------- |
| 1                                                                 | Victoire sûre                                                     | 14/05/1940                                                        | nc                                                                | Dinant                                                            |                                                                   | Me 110                                                            | nc                                                                | MB 152                                                            | GC I/1                                                            | CPT George Garde                                                            |
| -                                                                 | Victoire probable partagée                                        | 14/05/1940                                                        | 19h00 - 19h30                                                     | Dinant                                                            |                                                                   | Me 110                                                            | nc                                                                | MB 152                                                            | GC I/1                                                            | CPT George Garde SCH Dubost                                                 |
| 2                                                                 | Victoire sûre partagée                                            | 17/05/1940                                                        | 17h45                                                             | Guise                                                             |                                                                   | Hs 126                                                            | I.(H)/14                                                          | MB 152                                                            | GC I/1                                                            | CPT George Garde SCH Robert Starke SCH Dubost                               |
| 3                                                                 | Victoire sûre                                                     | 20/05/1940                                                        | 16h00 - 17h00                                                     | Verberie                                                          |                                                                   | Do 215                                                            | 2.(F)/22                                                          | MB 152                                                            | GC I/1                                                            | CPT George Garde                                                            |
| 4                                                                 | Victoire sûre partagée                                            | 15/06/1940                                                        | 11h06                                                             | Orléans                                                           |                                                                   | Hs 126                                                            | 2.(H)/10                                                          | MB 152                                                            | GC I/1                                                            | CPT George Garde SCH Robert Starke SLT Pebrel                               |
| 5                                                                 | Victoire sûre partagée                                            | 20/06/1940                                                        | 19h00                                                             | Saujon                                                            |                                                                   | He 111                                                            | 7./KG 1                                                           | MB 152                                                            | GC I/1                                                            | CPT George Garde ACH Delegay SLT Pebrel SCH Dubost 1 Pilote GC I/8 (Porodo) |

## Filmographie

### Scénariste
- 1949 : Le Paradis des pilotes perdus de Georges Lampin[4],[5]